# Колено Манассиино

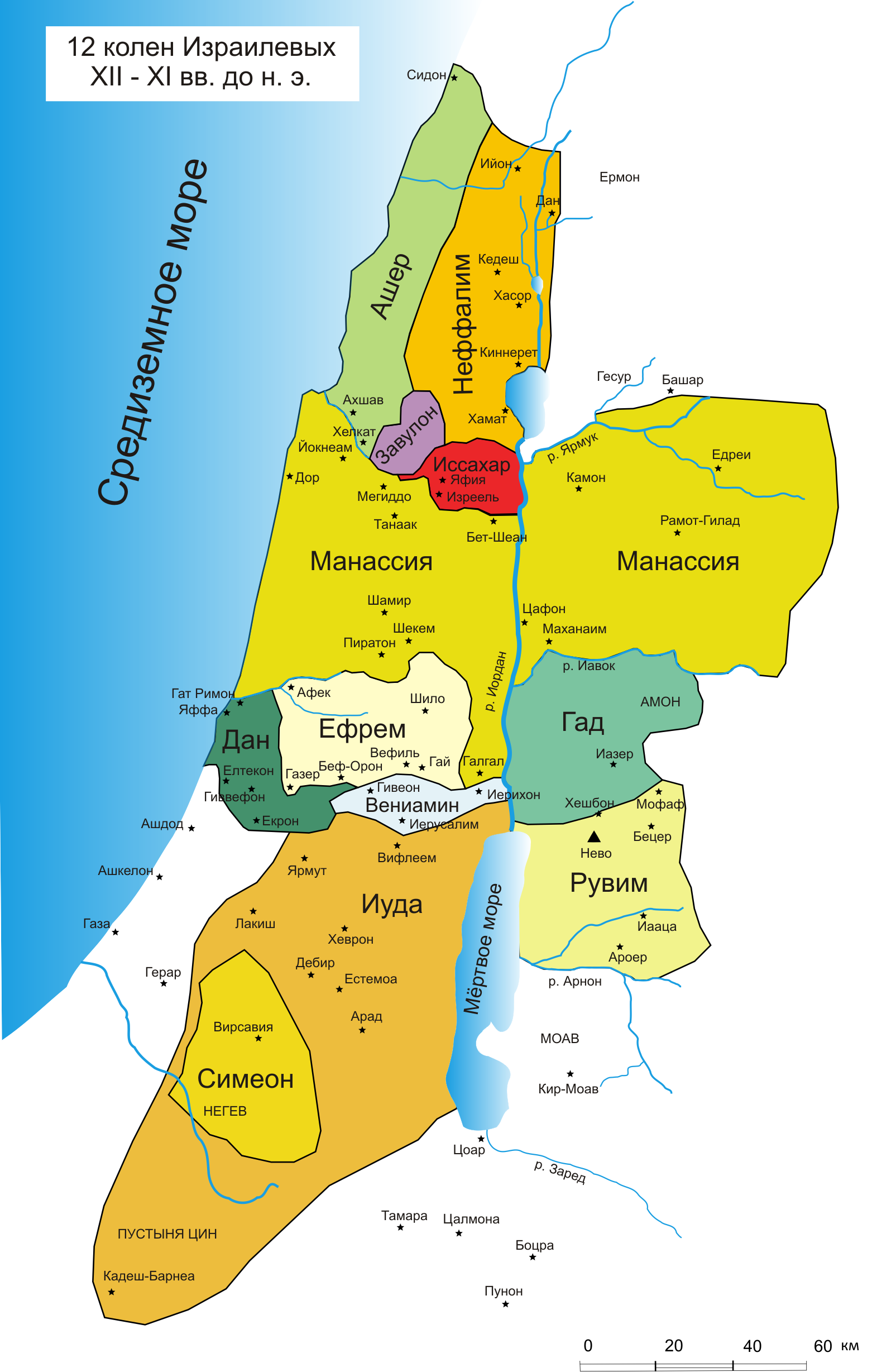
Колена Израилевы

Колено Манассиино (Манассиево, ивр. שֵׁבֶט מְנַשֶּׁה‎ — Мена́ше) — вело свою родословную от Манассии, старшего сына Иосифа Прекрасного.
Сыном Манассии был Махир, от которого родился Галаад (Чис. 26:29). На момент исчисления при Моисее колено Манассии насчитывало 52 700 человек (Чис. 26:34).
Ещё во времена Моисея колено Манассиево количественно превосходило Ефремово и поэтому при разделе Палестины получило земли по обе стороны Иордана.
Восточная часть удела Манассия была известна как область Васан (Нав. 22:7) и половина Галаада (3:13). Помимо израильтян в уделе колена Манассии продолжали жить ханаанеи (Нав. 17:13), которые платили дань завоевателям.
Во времена царя Давида упоминается два "полуколена" Манасии: одним (в Галааде) управлял Иддо (1Пар. 27:21), а другим Иоиль (1Пар. 27:20). Васан к этому времени уже не упоминается. 
Со временем заиорданская часть этого колена стала объектом нападений со стороны ассирийцев, а в период господства царя Осии была завоёвана ассирийским царём Салманассаром V.